# Notre-Dame-du-Cruet
Notre-Dame-du-Cruet ist eine Gemeinde in Savoyen in Frankreich. Sie gehört zur Region Auvergne-Rhône-Alpes, zum Département Savoie, zum Arrondissement Saint-Jean-de-Maurienne und zum Kanton Saint-Jean-de-Maurienne (bis 2015 Kanton La Chambre). Sie grenzt im Norden und Nordosten an Saint François Longchamp mit Montgellafrey (vormaliger Berührungspunkt), im Osten und Südosten an Saint-Martin-sur-la-Chambre, im Südwesten an La Chambre und im Westen an Les Chavannes-en-Maurienne.

## Bevölkerungsentwicklung
| Jahr                       | 1962 | 1968 | 1975 | 1982 | 1990 | 1999 | 2008 | 2015 | 2021 |
| -------------------------- | ---- | ---- | ---- | ---- | ---- | ---- | ---- | ---- | ---- |
| Einwohner                  | 74   | 70   | 52   | 61   | 87   | 135  | 190  | 223  | 219  |
| Quellen: Cassini und INSEE |      |      |      |      |      |      |      |      |      |

## Persönlichkeiten
- Léon Chené (1905–1992), Radrennfahrer